# 安杰洛·佩特拉利亚
安杰洛·佩特拉利亚（英語：Angelo Petraglia，1954年5月5日—）是美國唱片製作人和詞曲作家。他是新浪潮樂團面對面的成員，並知名於與里昂王族的作品。

## 早年生活
他生於布朗克斯，並成長於佩勒姆。他的父親是管理員，母親則是會計。到三年級時，佩特拉利亚受到瑞奇·尼爾森在奧茲與哈里特完結時簡短的宣傳的影響而學吉他。他在新英格蘭學院學習視覺藝術。

## 詞曲創作生涯
佩特拉利亚曾為里昂王族製作專輯和共同創作歌曲。